# Shorea dasyphylla
Espèce
Statut de conservation UICN

 EN A1cd : En danger
Shorea dasyphylla est une espèce de plantes du genre Shorea de la famille des Dipterocarpaceae.